# ウィルフレド・ベニテス
ウィルフレド・ベニテス（Wilfred Benitez、1958年9月12日 - ）は、プエルトリコの元男性プロボクサー。アメリカ合衆国・ニューヨーク州ニューヨーク市ブロンクス区出身。元WBA世界スーパーライト級王者。元WBC世界ウェルター級王者。WBC世界スーパーウェルター級王者。世界3階級制覇王者。史上最年少（17歳6か月）で世界王座を獲得し、3階級制覇を成し遂げた。

## 来歴
1973年11月22日、プロデビュー。
1976年3月6日、WBA世界スーパーライト級タイトルマッチでアントニオ・セルバンテスに15R判定勝ち（2-1）を収め、同王座を獲得し、17歳6か月で史上最年少世界王者となった。同王座は2回の防衛成功の後、同年12月に返上した。
1979年1月14日、WBC世界ウェルター級タイトルマッチでカルロス・パロミノに15R判定勝ち（2-1）を収め、同王座を獲得し、2階級制覇に成功した。
1979年11月30日、2度目の防衛戦でシュガー・レイ・レナードに15RTKO負けを喫し、王座から陥落した。
1981年5月23日、WBC世界スーパーウェルター級タイトルマッチでモーリス・ホープと対戦し、12RKO勝ちを収め、同王座を獲得し、3階級制覇に成功した。
1982年1月30日、ロベルト・デュランに15R判定勝ち（3-0）を収め、2度目の防衛に成功した。
1982年12月3日、ルイジアナ・スーパードームで2階級制覇を目論むトーマス・ハーンズと3度目の防衛戦で対戦し、15R判定負け（0-2）で王座から陥落した。
1990年9月29日、スコット・パパサドラとの試合を最後に引退した。
幼少期に父から厳しい練習を課された反動からプロ入りの時点ではすっかり練習嫌いとなったことでも知られ、1979年のレナード戦は試合前1週間の練習だけで調整したという。それが祟り被弾しKO負けすることが多くなったキャリア晩年に差し掛かってから重度のパンチドランカーの症状に悩まされた。引退した今でも時折メディアに姿を現すものの廃人同然の彼は一人でまともに生活できないどころか自分を認識できない心神喪失状態にあり、姉の介護を受けながら静かに仲良く暮らす姿が伝えられている。

## 獲得タイトル
- WBA世界スーパーライト級王座（防衛2=返上）
- WBC世界ウェルター級王座（防衛1）
- WBC世界スーパーウェルター級王座（防衛2）